# Infra Fürth

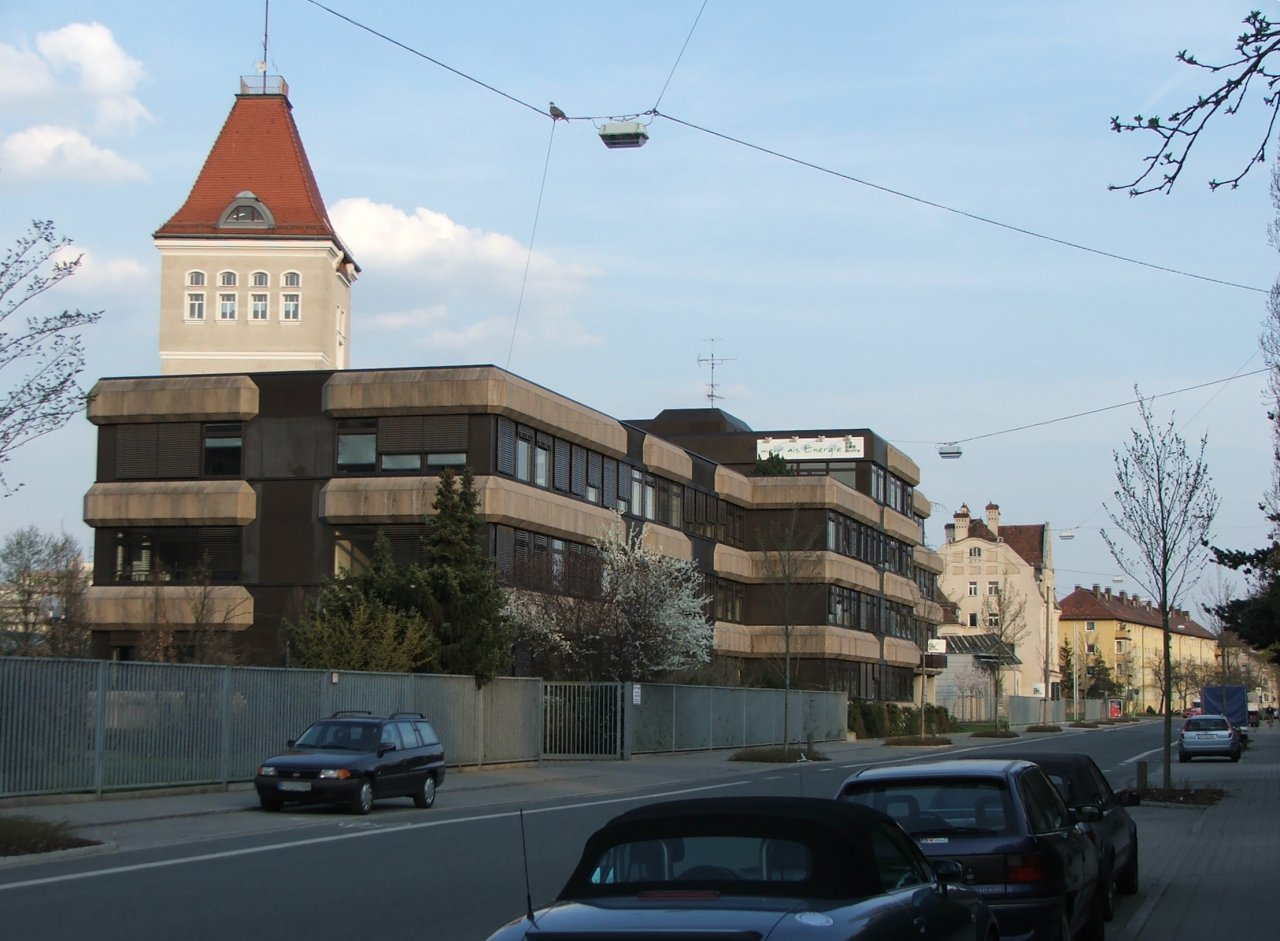
Sitz der infra fürth

Die infra fürth gmbh ist ein privatrechtliches Kommunalunternehmen der Stadt Fürth. Sie ist Rechtsnachfolgerin der Stadtwerke Fürth (STWF) und wurde durch die Eintragung in das Handelsregister am 19. August 1999 rückwirkend zum 1. Januar 1999 privatisiert und in eine Gesellschaft mit beschränkter Haftung umgewandelt.

## Konzernstruktur
Zum 1. Januar 2001 wurden die Geschäftsfelder Versorgung, Verkehr und Dienstleistung in die infra fürth holding gmbh & co. kg überführt, die 80,1 % der Anteile der infra fürth gmbh hält. Diese Holding wurde zum 1. Januar 2012 in eine GmbH umgewandelt. Die übrigen 19,9 % des Bereichs Versorgung befinden sich seit Gründung der Holding im Besitz der Bayernwerk AG (vormals E.ON Bayern). Die Betreibergesellschaft der Fürther Bäder, die TFB Fürth Objektgesellschaft mbH & Co. KG, wurde zum 1. Januar 2012 in die Kapitalgesellschaft infra fürth bäder gmbh umbenannt, an der die infra fürth holding gmbh mit 94,8 % und die Firma Rödl Bauunternehmung GmbH Nürnberg mit 5,2 % beteiligt ist. Alle anderen Tochtergesellschaften gehören vollständig der Holding und damit der Stadt Fürth.

## Versorgung
Die infra fürth ist der lokale Versorger der Bevölkerung mit Strom, Erdgas, Wasser und Fernwärme. Es gibt vier Fernwärmenetze: BHKW Fronmüllerstraße, BHKW Schwand, HW Vacher Straße, HW Dambach. Die Netzverluste liegen zwischen 7 und 28 %.
Die infra fürth erbringt außerdem Telekommunikations- und sonstige Energiedienstleistungen.
Sie betreibt vier Erdgastankstellen (2× Nürnberg, Fürth und Langenzenn) und den Fürther Hafen.

## Verkehr

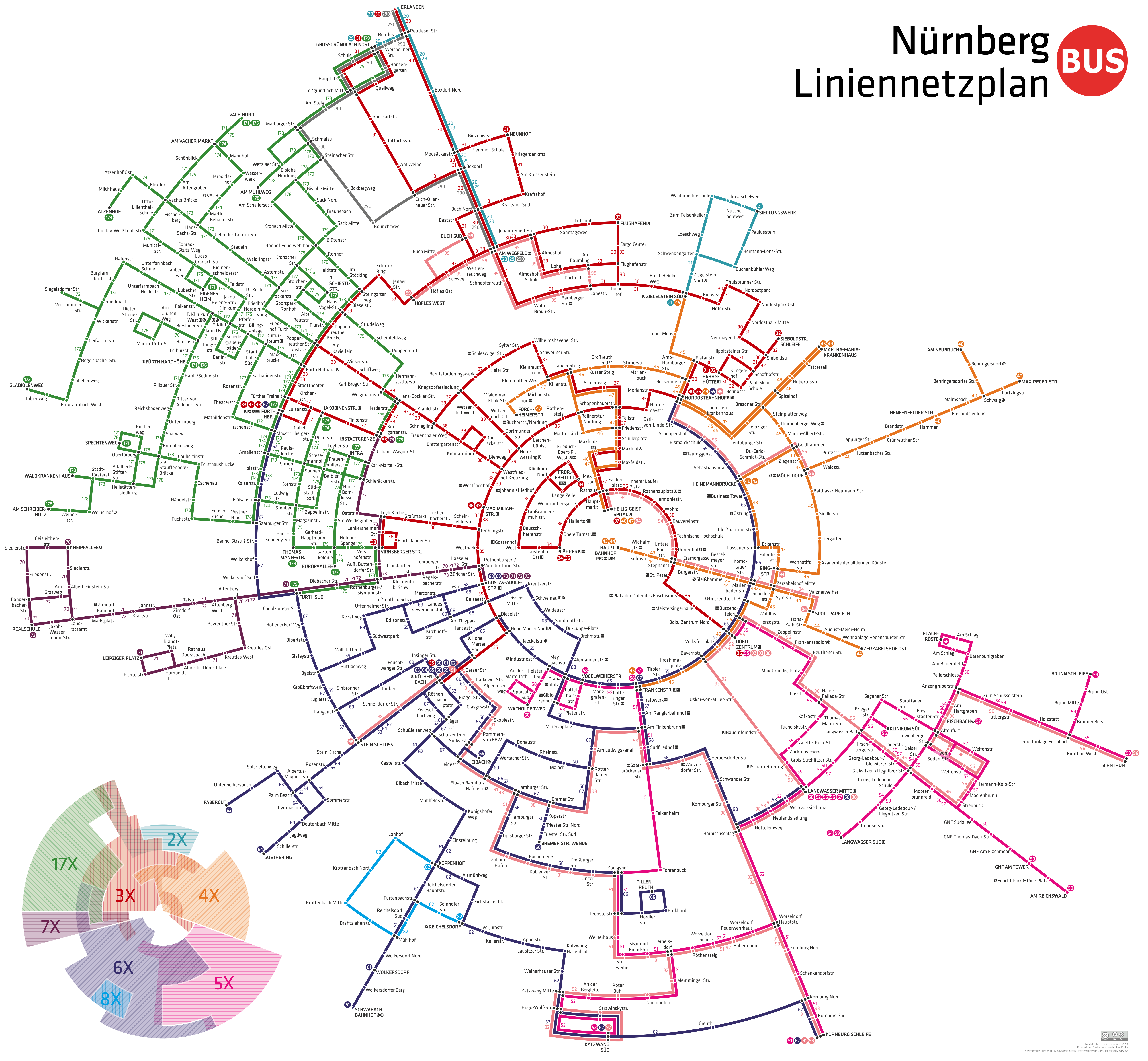
Liniennetz und -struktur Stadtbus Nürnberg (grüne 17x-Linien von der infra betrieben, Stand 2020)

Für den Stadtverkehr in Fürth ist die infra fürth verkehr gmbh (infra) zuständig, die durch Abspaltung des Teilbereichs Verkehr aus der infra fürth gmbh entstanden ist.
Zur Durchführung des ÖPNV in Fürth werden der Verkehrs-Aktiengesellschaft Nürnberg (VAG) die im Eigentum der infra stehenden U-Bahnanlagen zur Verfügung gestellt. Die Stadtbusse (42 Solobusse, darunter drei E-Busse, 18 Gelenkbusse, zwei Sprinter, sieben Buszüge und die dazugehörenden sieben Anhänger sowie ein Reisebus und ein 15-m-Bus (Stand 2010)) gehören der infra selbst. Hauslieferant ist EvoBus mit Sitz in Mannheim, seit 1999 werden hauptsächlich Busse vom Typ Citaro beschafft. Es wurden auch Busse von MAN und Solaris beschafft. Die infra setzt seit 1. Februar 2010 außerdem als erster Verkehrsbetrieb in Bayern  Buszüge mit den Bussen der MAN und Solaris ein. Außerdem setzt die Infra Fürth seit 2018, als erster Verkehrsbetrieb Nordbayerns, einen Solaris Elektrobus auf Fürths Straßen ein. Seit 2020 fahren zwei weitere E-Busse des Typs E-Citaro, aus dem Hause Evobus (Mercedes-Benz), im Stadtverkehr Fürth.
An mehreren Haltestellen, wie am Fürther Hauptbahnhof, am Busbahnhof Rathaus an den Haltestellen Klinikum Ost, West wurde ein Dynamisches Fahrgastinformationssystem (DFIS) installiert.

### U-Bahn
Die Linie U1 legt in Fürth eine Strecke von 5,2 Kilometern zurück. Die U1 fährt dabei folgende sieben Fürther U-Bahnhöfe an: Hardhöhe, Klinikum, Stadthalle, Rathaus, Fürth Hauptbahnhof, Jakobinenstraße und Stadtgrenze.
| Linie | Betreiber     | Aktueller Linienweg                                                                            | Takt in min | Takt in min | Takt in min |
| Linie | Betreiber     | Aktueller Linienweg                                                                            | HVZ         | NVZ         | SVZ         |
| ----- | ------------- | ---------------------------------------------------------------------------------------------- | ----------- | ----------- | ----------- |
| U1    | (infra /) VAG | Hardhöhe – Fürth Hauptbahnhof – Stadtgrenze – Plärrer – Nürnberg Hauptbahnhof – Langwasser Süd | 5           | 6½          | 10          |

(Fett: Haltestellen in Fürth)

### Stadtbus
Die Stadtbuslinien der infra im Überblick:
Stand: 25. Juni 2020
| Linie        | Betreiber | Aktueller Linienweg | Takt in min | Takt in min | Takt in min |
| Linie        | Betreiber | Aktueller Linienweg | HVZ         | NVZ         | SVZ         |
| ------------ | --------- | --- | ----------- | ----------- | ----------- |
| Buslinie 171 | infra     | (Vach – Eigenes Heim – Klinikum –) Hardhöhe – Oberfürberg/Spechtweg | 10          | 15          | 60          |
| Buslinie 172 | infra     | Fürth Hauptbahnhof – Kulturforum – Billinganlage – Scherbsgrabenbäder (Fürthermare)- Klinikum – Unterfarrnbach – Burgfarrnbach                                                       | 10          | 15          | 30          |
| Buslinie 173 | infra     | Jakobinenstraße – Südstadt – Fürth Hauptbahnhof – Rathaus – Stadeln – Atzenhof | 20          | 30          | 60          |
| Buslinie 174 | infra     | Jakobinenstraße – Südstadt – Fürth Hauptbahnhof – Rathaus – Stadeln – Vach (Vacher Markt)                                                                                            | 20          | 30          | 60          |
| Buslinie 175 | infra     | Vach – Eigenes Heim – Klinikum – Rathaus – Poppenreuth – Hans-Böckler-Straße – Stadtgrenze                                                                                           | 20          | 30          | 60          |
| Buslinie 176 | infra     | Hardhöhe – Gewerbegebiet Hardhöhe West – Hardhöhe | 20          | –           | –           |
| Buslinie 177 | infra     | (Europaallee –) infra – Leyher Straße – Fürth Hauptbahnhof – Rathaus – Rudolf-Schiestl-Straße                                                                                        | 10          | 15          | 30          |
| Buslinie 178 | infra     | (Weiherhof bzw. Waldkrankenhaus bzw. Heilstättensiedlung –) Oberfürberg – Eschenau – Dambach – Fürth Hauptbahnhof – Rathaus – Poppenreuth - Ronhof – Bislohe – Schmalau - Am Mühlweg | 20          | 30          | 60          |
| Buslinie 179 | infra     | Fürth Süd – Rothenburger-/Sigmundstraße (bzw. Europaallee) – Kalb-Siedlung – Fürth Hauptbahnhof – Rathaus – Ronhof Stadion – Ronhof – Sack – Bislohe – Großgründlach (– Am Wegfeld)  | 20          | 30          | 30          |
| Buslinie 189 | infra     | Fürth Hauptbahnhof – Mondstraße - Kulturforum – Billinganlage – Bremerstaller Wiesen – Conrad-Stutz-Weg                                                                              | 40          | 40          | -           |

Anmerkungen: fett dargestellte Stationen liegen innerhalb des Fürther Stadtgebiets. HVZ bedeutet Hauptverkehrszeit, NVZ Nebenverkehrszeit, SVZ Schwachverkehrszeit.
Stadtbuslinien der VAG, die in Fürth beginnen bzw. enden oder das Stadtgebiet tangieren:
Stand: 11. Dezember 2017
| Linie       | Betreiber | Aktueller Linienweg | Takt in min | Takt in min | Takt in min |
| Linie       | Betreiber | Aktueller Linienweg | HVZ         | NVZ         | SVZ         |
| ----------- | --------- | --- | ----------- | ----------- | ----------- |
| Buslinie 33 | infra     | Flughafen Nürnberg – Almoshof – Höfles – Poppenreuth Nord – Rathaus Fürth – Fürth Hauptbahnhof | 20          | 40          | 40          |
| Buslinie 37 | VAG       | Heilig-Geist-Spital – Rathaus – Maxfeld – Kilianstraße – Schleswiger Straße – Berufsförderungswerk – Kriegsopfersiedlung – Hans-Böckler-Straße – Stadtgrenze – Jakobinenstraße – Fürth Hauptbahnhof | 20          | 40          | 40          |
| Buslinie 38 | VAG       | Höfen/Virnsberger Straße – Leyh – Maximilianstraße – Westfriedhof – Schniegling – Hans-Böckler-Straße – Stadtgrenze                                                                                 | 20          | 30          | 60          |
| Buslinie 39 | VAG       | Fürth Hauptbahnhof – Fürth Rathaus – Poppenreuth – Espan – Hans-Böckler-Straße – Schniegling – Kriegsopfersiedlung – Wetzendorf – Nordwestring – Maximilianstraße                                   | 20          | 20          | 40          |
| Buslinie 67 | VAG       | Frankenstraße – Röthenbach – Fürth Süd – Fürth Hauptbahnhof | 20          | 30          | 60          |
| Buslinie 73 | VAG       | Stadtgrenze – Virnsberger Straße – Gustav-Adolf-Straße | 20          | 30          | 60          |

Anmerkungen: fett dargestellte Stationen liegen innerhalb des Fürther Stadtgebiets. HVZ bedeutet Hauptverkehrszeit, NVZ Nebenverkehrszeit, SVZ Schwachverkehrszeit.

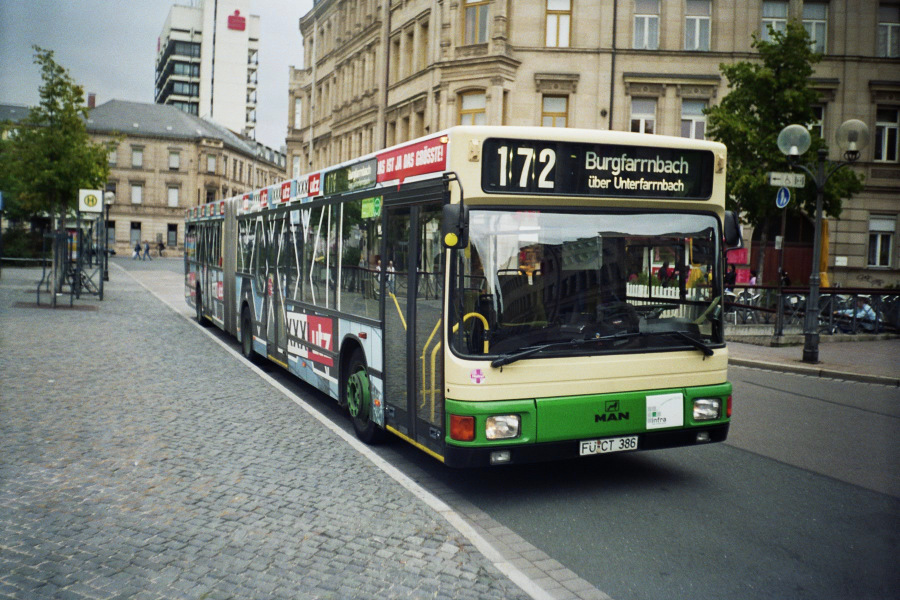
Bereits verkaufter Fürther Stadtbus.
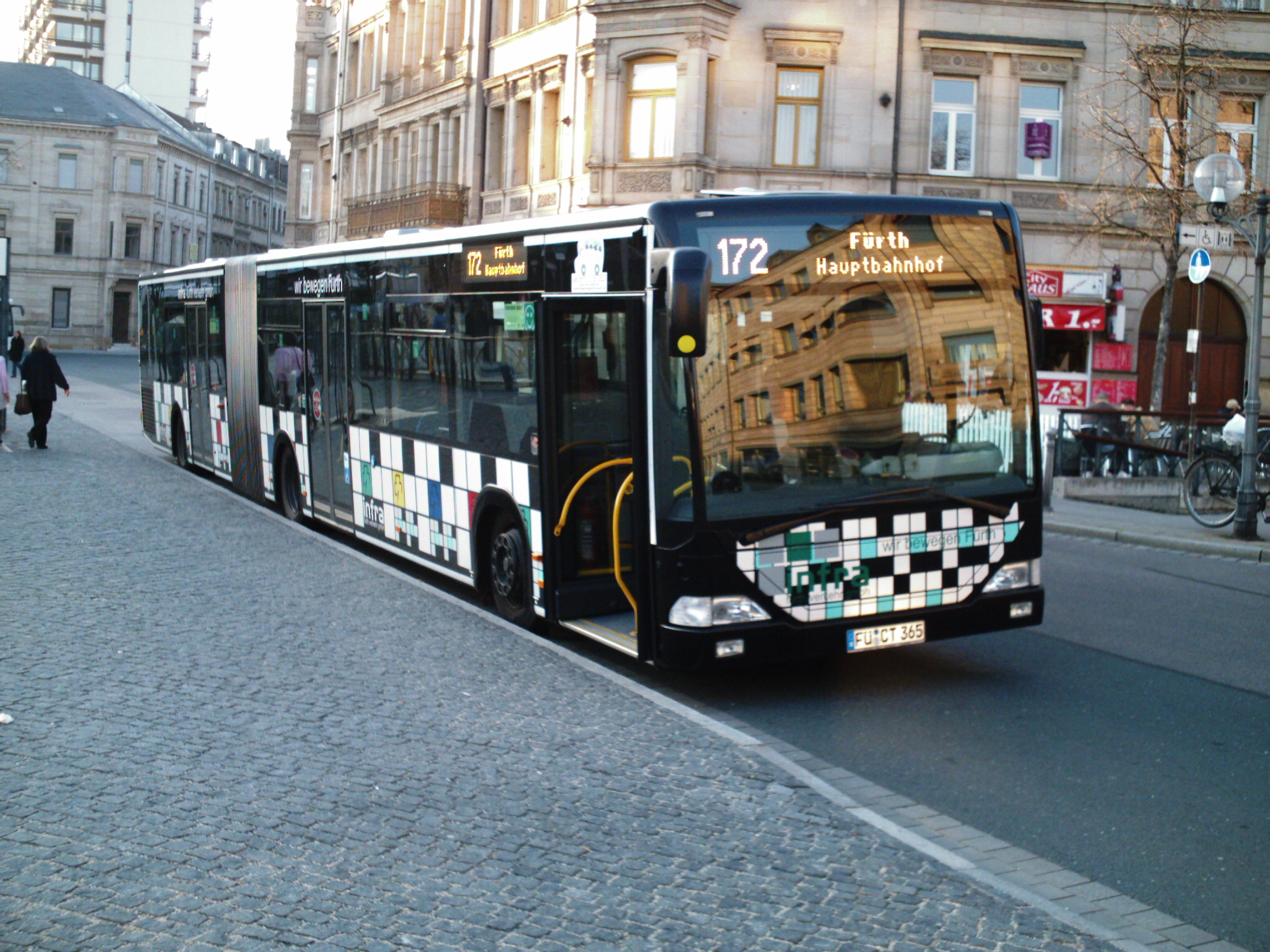
Mercedes-Benz Citaro „Black Box“
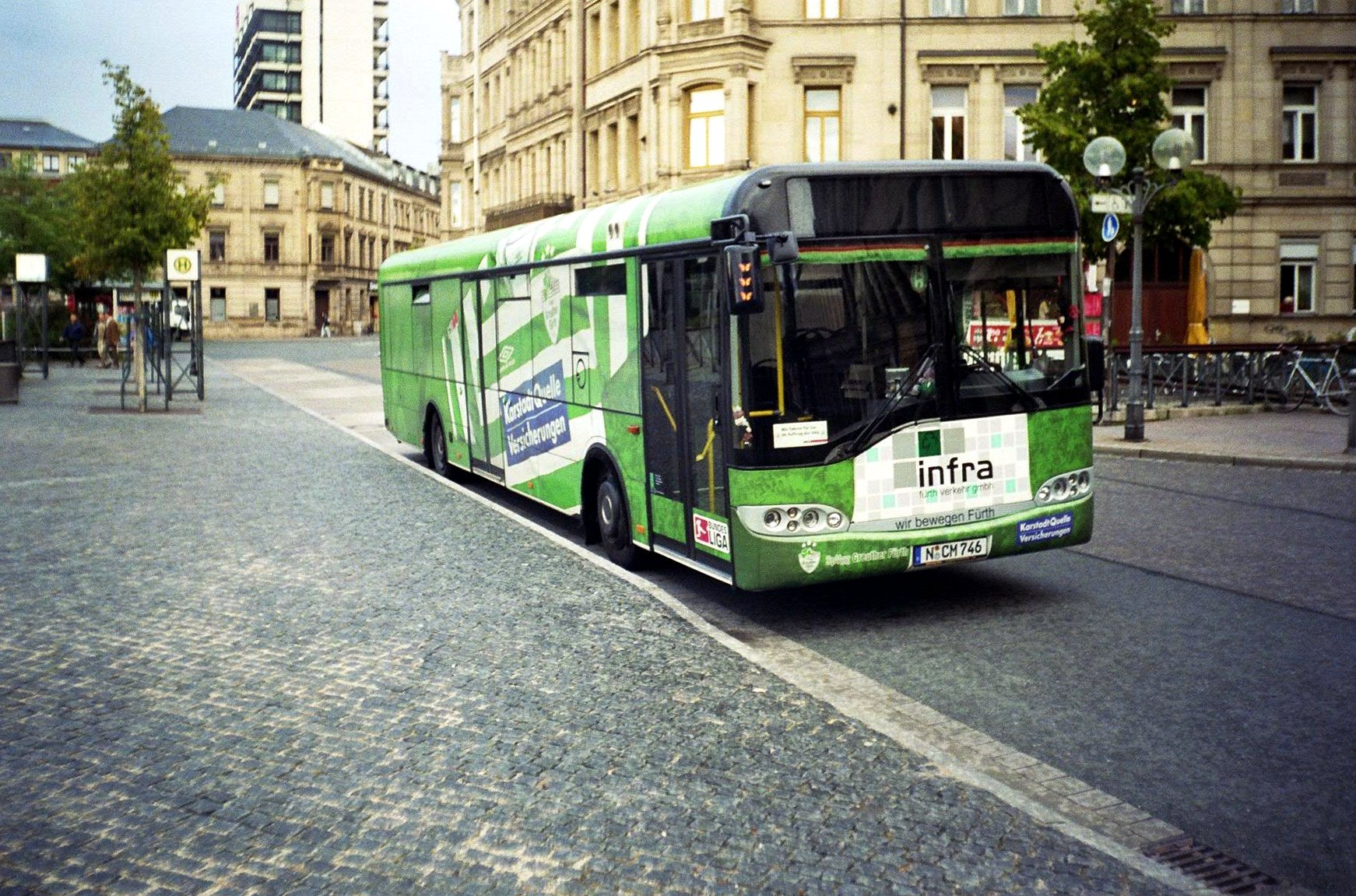
Solaris eines Subunternehmens

### Nachtverkehr
In den Nächten von Freitag auf Samstag, Samstag auf Sonntag, in Nächten auf Feiertage und Brückentage und in den Nächten auf Rosenmontag und Faschingsdienstag bedienen sechs Linien des Nachtbusses NightLiner das Stadtgebiet Fürth.
| Linie            | Betreiber      | Aktueller Linienweg | Takt | Takt |
| Linie            | Betreiber      | Aktueller Linienweg | N    | S    |
| ---------------- | -------------- | --- | ---- | ---- |
| Nachtbuslinie 9  | VAG            | Hauptbahnhof – Plärrer – Maximilianstraße – Muggenhof – Stadtgrenze – Fürth Rathaus – Eigenes Heim - Hardhöhe – Unterfarrnbach – Burgfarrnbach | 60   | 20   |
| Nachtbuslinie 11 | VAG            | Hauptbahnhof – Rathenauplatz – Rathaus – Westfriedhof – Wetzendorf – Kriegsopfersiedlung – Stadtgrenze                                         | 60   | 20   |
| Nachtbuslinie 14 | VAG            | Hauptbahnhof – Plärrer – Maximilianstraße – Leyh – Stadtgrenze                                                                                 | 60   | 20   |
| Nachtbuslinie 17 | infra          | Fürth Rathaus – Ronhof – Sack – Stadeln – Mannhof – Vach – Atzenhof                                                                            | 60   | 30   |
| Nachtbuslinie 18 | infra          | Fürth Rathaus – Fürth Hauptbahnhof – Kalb-Siedlung – Dambach – Oberfürberg                                                                     | 60   | 30   |
| Nachtbuslinie 20 | infra          | Fürth Rathaus – Erlangen Hauptbahnhof – Erlangen Hugenottenplatz                                                                               | 60   | 30   |
| Nachtbuslinie 21 | DRB i.A.d. OVF | Fürth Rathaus – Fuggerstraße – Zirndorf – Cadolzburg                                                                                           | 60   | 60   |

Anmerkungen: fett dargestellte Stationen liegen innerhalb des Fürther Stadtgebiets. N bedeutet Normalbetrieb, S bedeutet Sonderbetrieb (z. B. Silvester oder Blaue Nacht). i.A.d. steht für im Auftrag des

### E-Lastenräder
Zur Ergänzung des bestehenden Mobilitätsangebotes stellt die infra unter dem Namen Stromesel an zwei Standorten in der Innenstadt und einem in der Südstadt E-Lastenräder kostenlos zur Verfügung. Für den Verleih arbeitet die infra mit drei Fürther Fahrradläden zusammen.

### Tarif
Das gesamte Stadtgebiet Fürth befindet sich in der Tarifzone 200 des Verkehrsverbund Großraum Nürnberg (VGN). Seit 1. Januar 2012 gilt der Kurzstrecken-Tarif (Tarifstufe K) nur noch bis zum übernächsten Tarifpunkt. Für Fahrten im gesamten Stadtgebiet wurde die neue Tarifstufe Z eingeführt. Im Jahr 2015 wurde die Tarifstufe „Z“ durch den Buchstaben „B“ ersetzt.

## Dienstleistung
In der infra fürth dienstleistung gmbh werden EDV-Dienstleistungen für die einzelnen Gesellschaften der infra fürth sowie für die Stadt Fürth angeboten.
Zwischen dem 1. Januar 2004 und den 31. Dezember 2006 hat die infra fürth die Geschäfts- und kaufmännische Leitung des Zweckverbandes zur Wasserversorgung des Knoblauchslands übernommen.
Bis zum 31. Dezember 2005 wurde im Auftrag der Stadt Fürth durch den Geschäftsbereich Bäder die Öffentlichen Frei- und Hallenbäder betrieben.
Weiterhin werden im Auftrag der Stadt Fürth durch die infra fürth und ihre Gesellschaften folgende Aufgaben wahrgenommen: Straßenbeleuchtung, Flusswasserkontrolle, öffentliche Brunnen, städtische Uhrenanlagen und Verbrauchsabrechnung für die Stadtentwässerung.

## Diskussion um die Privatisierung der Stadtentwässerung
Seit dem Jahr 2006 wird die Stadtentwässerung als kommunaler Eigenbetrieb geführt. Das Ziel der Stadt ist es, diesen Eigenbetrieb vollständig zu privatisieren. Gegen dieses Vorhaben hat sich in der Fürther Bevölkerung Widerstand formiert. Im Rahmen eines Bürgerbegehrens wurden ab März 2006 in kurzer Zeit hinreichend viele Unterschriften gesammelt, um einen Bürgerentscheid herbeizuführen.

## Beteiligungen
- 1992 gründeten die Stadtwerke Fürth zusammen mit der EWAG (heute: N-ERGIE), der Erlanger Stadtwerke AG und der Stadtwerke Schwabach GmbH die Gemeinnützigen Solarenergie-, Informations- und Demonstrationszentrum Solid GmbH mit Sitz in Fürth. Die infra fürth gmbh hält 22,2 % der Anteile.
- 1996 gründeten die Stadtwerke Fürth zusammen mit der EWAG (heute: N-ERGIE), der Erlanger Stadtwerke AG, der Bayernwerk NETKOM GmbH, der Bayerischen Landesbank Girozentrale, der Sparkasse Nürnberg, der Sparkasse Fürth und der Stadt- und Kreissparkasse Erlangen die NEFkom Telekommunikations GmbH + Co. KG, die zum 1. Januar 2004 in der M-net Telekommunikations GmbH aufging. Seit 2006 ist die infra fürth gmbh mit 4,58 % beteiligt.
- 2008 wurde von acht regionalen Energieversorgungsunternehmen die enPlus eG mit Sitz in Würzburg gegründet. Der Anteil der infra fürth gmbh an der Genossenschaft beträgt 8,33 %.
- Die infra fürth verkehr gmbh ist als Grundvertragspartner mit 10,53 % an der Verkehrsverbund Großraum Nürnberg GmbH beteiligt.[7]